# Guamsångare
Guamsångare (Acrocephalus luscinius) är en utdöd fågelart i familjen rörsångare inom ordningen tättingar.

## Utseende och läte
Guamsångaren var en stor (18 cm) och gänglig rörsångare med lång näbb. Fjäderdräkten såg ofta ovårdad ut med oordnade fjädrar och en rest tofs under sången. I färgsättningen var den smutsigt olivgul ovan, med mattgult ögonbrynsstreck och på undersidan. Lätet var ett ljudligt och distinkt "chuck" eller "tchack". Hanens sång var utdragen, ljudlig, varierad och komplex.

## Utbredning och systematik
Guamsångare var endemisk för ön Guam i ögruppen Marianerna. Den är dock numera utdöd. Tidigare inkluderades även arterna pagansångare, saipansångare och aguijansångare i luscinius. 

## Levnadssätt
Guamsångaren höll sig gömd i täta snår och hördes därför oftare än sågs. Sången levererades dock av hanen från en exponerad sittplats.

## Utdöende
Arten dog sannolikt ut till följd av predation från den införda ormarten Boiga irregularis, men hade dessförinnan minskat i antal efter utdikning av våtmarker och ökat antal bränder, möjligen även påverkat av bekämpningsmedel och ytterligare införda djurarter. Det senaste bekräftade fyndet är från 1969. Bara åren innan beskrevs den som ganska vanlig i delar av Agana Swamp. 